# Caniço
Pour l'affaire, voir Affaire Steve Caniço.
Caniço est une freguesia portugaise située dans la ville de Santa Cruz, dans la région autonome de Madère.
Avec une superficie de 12,00 km2 et une population de 11 586 habitants (2001), la paroisse possède une densité de 965,5 hab/km2.
Les habitants vivent du produit de la pêche, des cultures de bananes et de canne à sucre.